# Бурый апсил
Бурый апсил, или африканский апсил, или лирохвостый апсил (лат. Apsilus fuscus), — вид лучепёрых рыб семейства луциановых (Lutjanidae). Представители вида распространены в восточной части Атлантического океана. Максимальная длина тела 75 см. Имеют ограниченное промысловое значение.

## Описание
Тело удлинённое, веретенообразной формы, немного сжато с боков. Задний край верхней челюсти доходит до начала глаза. На обеих челюстях зубы ворсинчатые, нет увеличенных клыковидных зубов. На сошнике зубы расположены в виде пятна V-образной формы, без срединного выступа. Есть зубы на нёбе. Межглазничное пространство широкое и выпуклое. На первой жаберной дуге 22—24 жаберных тычинок, из них на верхней половине 7—8, а на нижней 15—16. Один спинной плавник с 10 жёсткими и 10 мягкими лучами. Колючая и мягкая части плавника не разделены глубокой выемкой. В анальном плавнике 3 жёстких и 8 мягких лучей. Нет удлинённых лучей в спинном и анальном плавниках. Грудные плавники короче длины головы, с 17—18 мягкими лучами, их окончания не доходят до анального отверстия. Нет чешуи на верхней челюсти. На мембранах спинного и анального плавников нет чешуи. Хвостовой плавник сильно выемчатый. В боковой линии от 64 до 68 чешуек. Ряды чешуй на спине проходят параллельно боковой линии. Спина и тело тёмно-коричневого цвета, нижняя часть головы и брюхо несколько бледнее.
Максимальная длина тела 75 см, обычно до 60 см.

## Ареал и места обитания
Распространены в тропических и субтропических водах восточной части Атлантического океана вдоль побережья Африки от Мавритании до Намибии, включая Кабо-Верде. Обитают в коралловых и скалистых рифах на глубине от 15 до 300 м. Питаются мелкими рыбами, кальмарами и ракообразными.

## Взаимодействие с человеком
Имеют ограниченное промысловое значение. Ловят ручными ярусами, ставными сетями и донными тралами. Реализуются в свежем виде. Мясо хорошего качества.